# Oplonia purpurascens
Oplonia purpurascens är en akantusväxtart som först beskrevs av August Heinrich Rudolf Grisebach, och fick sitt nu gällande namn av William Thomas Stearn. Oplonia purpurascens ingår i släktet Oplonia och familjen akantusväxter. Inga underarter finns listade i Catalogue of Life.